# R Geminorum
Désignations
R Geminorium (R Gem) est une étoile variable de type Mira et une étoile à technétium dans la constellation des Gémeaux. À son maximum de luminosité, sa magnitude apparente visuelle est généralement comprise entre 6 et 7, alors qu'à son minimum elle est généralement proche de 14. D'après la mesure de sa parallaxe annuelle par le satellite Gaia, l'étoile est distante d'environ 850 pc (∼2 770 al) de la Terre.
Il s'agit d'un des exemples les plus brillants connus d'étoile de type S, une catégorie similaire aux étoiles de type M mais dont le spectre de ces membres révèle la présence d'oxyde de zirconium, d'oxyde d'yttrium et de technétium. R Gem a une quantité inhabituelle de technétium, même pour une étoile de type S.